# Ulrik Lindh
Ulrik Lindh, född 1970, är en svensk ishockeydomare (huvuddomare) från Ljungby. 2021 mottog han Elitdomarföreningens 50-års stipendium som tilldelades "individer som på något sätt gjort betydande insatser för svensk ishockeys domarverksamhet".